# تشابين (كونيتيكت)
تشابين (بالإنجليزية: Chaplin, Connecticut)‏ هي بلدة أمريكية تقع في الولايات المتحدة في كونيتيكت. يقدر عدد سكانها بـ 2,305 نسمة ومساحتها 50.8 كم2 وترتفع عن سطح البحر 119 متر.